# Eversheds Sutherland
Eversheds Sutherland är en brittisk multinationell advokatbyrå som grundades 1988 och är en av världens 50 största byråer sett till årlig omsättning. Byrån har även rankats som en av de tio största byråerna i Storbritannien samt en av de 40 främsta i USA.
Eversheds Sutherland har totalt 66 kontor i flera olika länder. Huvudkontoret ligger i London. Kontor finns även i bland annat Washington, D.C., New York, Paris, Rom, Milano, Amsterdam, Berlin, Bryssel, Stockholm, Helsingfors, Dublin, Edinburgh, Zürich, Madrid, Singapore, Dubai och Peking.

## Partners
Byrån har flera partners och är bland annat partner med den svenska juristbyrån Lawline. Eversheds Sutherland är en av sponsorerna bakom Lawlines tjänst med kostnadsfri juridisk rådgivning till allmänhet och småföretag. Den kostnadsfria rådgivningen sköts av värvda juriststudenter från Sveriges olika juristprogram.